# Смирнов, Виктор Сергеевич
Виктор Сергеевич Смирнов (род. 2 августа 1986) — многократный чемпион и призёр Паралимпийских игр, многократный чемпион Мира и Европы по плаванию, Полный кавалер ордена «За мужество», кавалер ордена «За заслуги», Герой Украины (2004), почётный гражданин города Славянска и города Донецка.

## Биография
Родился 2 августа 1986 года в Донецке.
В 2004 году было присвоено звание Героя Украины с вручением ордена «Золотая Звезда» за исключительные спортивные достижения на ХII Паралимпийских играх в Афинах за вознесение спортивного авторитета Украины в мире.
Заслуженный мастер спорта Украины по плаванию, шестикратный Паралимпийский чемпион, многократный чемпион Миры и Европы по плаванию, Полный кавалер ордена «За мужество», кавалер ордена «За заслуги», Герой Украины, почётный гражданин города Славянска и города Донецка.
Награждён отличием Президента Украины с вручением юбилейной медали «20 років незалежності України».
С 2006 года основал турнир по плаванию «Поверь в себя» среди детей с инвалидностью на призы Героя Украины Виктора Смирнова.
Тренируется у Андрея и Светланы Казначеевых.
Член спортивного клуба «Индустриальный союз Донбасса».
Является членом Национального совета по вопросам физической культуры и спорта.
Является одним из основателей Всеукраинской организации «Землячество — родной Донбасс».

## Образование
Донецкий национальный университет, экономико-правовой факультет, специальность «Правоведение» (2010 год).
Донецкий государственный университет управления, магистратура, специальность «Интеллектуальная собственность», степень магистра (2011 год).
Донбасский государственный педагогический университет, факультет физического воспитания, степень магистра, диплом с отличием (2020 год).

## Награды и звания
- Герой Украины (с вручением ордена «Золотая Звезда», 19 октября 2004 — за исключительные спортивные достижения на XII летних Паралимпийских играх в Афинах, проявленные мужество, самоотверженность и волю к победе, повышение спортивного авторитета Украины в мире).
- Награждён Орденом «За заслуги» ІІІ степени (2016)[3]
- Награждён орденом «За мужество» I ст. (17 сентября 2012 года)[4], II ст. (4 июля 2012 года)[5], III ст. (2008).[6]
- Знак отличия Президента Украины — юбилейная медаль «20 лет независимости Украины» (19 августа 2011 года)[7]
- Заслуженный мастер спорта Украины по плаванию.
- Почётный гражданин города Славянска (2005).[8]
- Почётный гражданин Донецка (2012)[9]